# Iphinoe adriatica
Iphinoe adriatica is een zeekommasoort uit de familie van de Bodotriidae. De wetenschappelijke naam van de soort is voor het eerst geldig gepubliceerd in 1988 door Bacescu.